# Systellommatophora
Systellommatophora (лат.) — отряд брюхоногих моллюсков.

## Систематика
В классической таксономии брюхоногих отряд Systellommatophora не выделялся; все семейства, входящие в него, относились к отрядам либо стебельчатоглазых (Stylommatophora), либо сидячеглазых (Basommatophora).
Согласно справочнику Taxonomy of the Gastropoda (Bouchet & Rocroi, 2005), группа Systellommatophora является кладой.

### Классификация
На декабрь 2018 года в отряд включают 2 надсемейства и 3 семейства:
- Надсемейство Onchidioidea Rafinesque, 1815
  - Семейство Onchidiidae Rafinesque, 1815
    - Подсемейство Otininae H. Adams & A. Adams, 1855
    - Подсемейство Smeagolinae Climo, 1980
- Надсемейство Veronicelloidea Gray, 1840
  - Семейство Rathouisiidae Heude, 1885
  - Семейство Veronicellidae Gray, 1840

## Анатомия
Ни один из видов этой клады не имеет раковин во взрослом состоянии. Эти слизняки отличаются расположением ануса в задней части тела.
Хотя ни одно из надсемейств не несет раковины во взрослом состоянии, Onchidioidea действительно обладает рудиментарным неминерализованным раковинным мешком и личинками. Неизвестно, есть ли у вероникеллид личиночный панцирь.